# Hulingsina
Hulingsina is een geslacht van kreeftachtigen uit de klasse van de Ostracoda (mosselkreeftjes).

## Soorten
- Hulingsina calvertensis Forester, 1980 †
- Hulingsina cylindrica (Ulrich & Bassler, 1904) Forester, 1980 †
- Hulingsina echolsae (Malkin, 1953) Forester, 1980 †
- Hulingsina gioi Machain-Castillo, 1989 †
- Hulingsina glabra (Hall, 1965) Valentine, 1971 †
- Hulingsina granulata Guan, 1978 †
- Hulingsina longula (Ulrich & Bassler, 1904) Forester, 1980 †
- Hulingsina purii Jain, 1975 †
- Hulingsina rugipustulosa (Edwards, 1944) †
- Hulingsina rugosa (Stephenson, 1944) Puri, 1958 †
- Hulingsina semicircularis (Ulrich & Bassler, 1904) Forester, 1980 †
- Hulingsina subaequalis (Ulrich & Bassler, 1904) Forester, 1980 †
- Hulingsina sulcata Puri, 1960
- Hulingsina toreuma Bergue & Coimbra, 2002
- Hulingsina wilberti (Puri, 1952) Puri, 1958